# Acanthis
För den grekiska mytologiska figuren se Akanthis
Acanthis är ett mycket litet släkte med finkar som häckar cirkumpolärt i norra holarktis. Länge placerades de i det stora släktet Carduelis, tillsammans med bland annat grönfinkarna och hämplingarna. DNA-studier har visat att detta släkte är polyfyletiskt, där gråsiskornas närmaste släktingar förvånande nog är korsnäbbarna i Loxia. De har därför numera genomgående lyfts ut till det egna släktet Acanthis.
Släktnamnet Acanthis härstammar från klassiska grekiskans akanthis, vilket var namnet på en idag okänd liten fågelart.

## Arter i släktet
Artgränserna i släktet är mycket kontroversiella. Internationellt erkänns numera tre arter:
- Gråsiska (Acanthis flammea)
- Snösiska (Acanthis hornemanni)
- Brunsiska (Acanthis cabaret)

Sedan länge har Birdlife Sverige (tidigare Sveriges ornitologiska förening) betraktat brunsiskan som underart till gråsiska. 2017 beslutade man också att även snösiskan ska betraktas som en form av gråsiska och erkänner alltså numera endast en art i släktet.